# محمد السوسی
محمد السوسی (عربی: محمد السوسي؛ زادهٔ ۱۷ ژانویهٔ ۱۹۹۳) بازیکن هندبال اهل تونس است.